# Thạch vi bóng
Thạch vi bóng hay còn gọi ráng hỏa mạc (danh pháp khoa học: Pyrrosia calvata) là một loài dương xỉ trong họ Polypodiaceae. Loài này được (Baker) Ching mô tả khoa học đầu tiên năm 1935.